# New Weird America
New Weird America is een indierock-muziekgenre dat zich in hoofdzaak kenmerkt door eclecticisme, een cross-over van experimentele rock, outsider art, psychedelische rock, polyritmiek, singer-songwriter en elektronische muziek. Men spreekt ook wel van psychedelische folk, psych folk of freakfolk als vervangende termen. Het genre ontstond rond 2000.

## Lijst van New Weird America-bands
| - Adam Gnade - Akron/Family - Alela Diane - Animal Collective - Antony and the Johnsons - Arborea - Ariel Pink - Baptist Generals - The Bastard Fairies - Bon Iver - Brightblack Morning Light - Bryyn - Caroliner - Castanets | - Charalambides - Cocorosie - Comets on Fire - Danielson - Davenport - Devendra Banhart - Entrance - Espers - Faun Fables - Feathers - Fursaxa - Grant Olney - Hala Strana - Hush Arbors | - Jack Rose - Jana Hunter - Jewelled Antler - Jolie Holland - Josephine Foster - The Mountain Goats - MV&EE - No-Neck Blues Band - Sunburned Hand of the Man - Town & Country - Vampire Weekend - Vetiver - White Magic - Wooden Wand and the Vanishing Voice |